# Orseolia cynodontis
Orseolia cynodontis är en tvåvingeart som beskrevs av Jean-Jacques Kieffer och Massalongo 1902. Orseolia cynodontis ingår i släktet Orseolia och familjen gallmyggor. Inga underarter finns listade i Catalogue of Life.